# Gagrella
Genre
Synonymes
- Crassicippus Roewer, 1910
- Maindronia Roewer, 1910 nec Bouvier 1897
- Strandia Roewer, 1910

Gagrella est un genre d'opilions eupnois de la famille des Sclerosomatidae.

## Distribution
Les espèces de ce genre se rencontrent en Asie du Sud-Est, en Asie du Sud, en Asie de l'Est et en Océanie.

## Liste des espèces
Selon World Catalogue of Opiliones (10/05/2021) :
- Gagrella aenescens Thorell, 1889
- Gagrella aenigra Roewer, 1954
- Gagrella albertisii Thorell, 1876
- Gagrella albicoxata Roewer, 1954
- Gagrella albifrons Roewer, 1915
- Gagrella albimontis Kury, 2017
- Gagrella albipunctata Suzuki, 1977
- Gagrella amboinensis (Doleschall, 1857)
- Gagrella annapurnica Martens, 1987
- Gagrella annulatipes Roewer, 1912
- Gagrella aorana Roewer, 1954
- Gagrella apoensis Suzuki, 1977
- Gagrella argentea Roewer, 1914
- Gagrella armillata Thorell, 1889
- Gagrella atra (Roewer, 1929)
- Gagrella atrorubra Simon, 1901
- Gagrella aura (Rainbow, 1913)
- Gagrella aurantiaca (Roewer, 1929)
- Gagrella aureolata Roewer, 1915
- Gagrella aurispina Roewer, 1954
- Gagrella auromaculata Roewer, 1954
- Gagrella auroscutata Roewer, 1954
- Gagrella bakeri Roewer, 1926
- Gagrella bamar Kury, 2017
- Gagrella beauforti Roewer, 1911
- Gagrella bella Roewer, 1954
- Gagrella bengalica Roewer, 1954
- Gagrella biarmata Roewer, 1954
- Gagrella bicolor (Roewer, 1915)
- Gagrella bicolorispina Roewer, 1954
- Gagrella binotata Simon, 1888
- Gagrella biseriata Simon, 1901
- Gagrella borneoensis Roewer, 1954
- Gagrella brunnea Roewer, 1954
- Gagrella buruana Roewer, 1954
- Gagrella caerulea Roewer, 1910
- Gagrella cana Roewer, 1954
- Gagrella carinia Roewer, 1935
- Gagrella cauricrepa Taylor, 2009
- Gagrella ceramensis Roewer, 1913
- Gagrella cerata Roewer, 1914
- Gagrella cervina Simon, 1888
- Gagrella ceylonensis Karsch, 1892
- Gagrella cinerascens Roewer, 1910
- Gagrella concinna (Thorell, 1891)
- Gagrella coriacea Roewer, 1910
- Gagrella corrugata Roewer, 1954
- Gagrella crassitarsis Suzuki, 1969
- Gagrella cruciata Roewer, 1923
- Gagrella cuprea Roewer, 1910
- Gagrella cuprinitens Roewer, 1954
- Gagrella curuanica Suzuki, 1982
- Gagrella curvispina Roewer, 1914
- Gagrella cyanargentea Roewer, 1915
- Gagrella cyanatra Roewer, 1954
- Gagrella delicatula (Roewer, 1954)
- Gagrella denticulata (Suzuki, 1976)
- Gagrella denticulatifrons (Roewer, 1954)
- Gagrella disticta (Thorell, 1889)
- Gagrella dubia (Giltay, 1930)
- Gagrella duplex (Roewer, 1915)
- Gagrella elegans (Simon, 1877)
- Gagrella ephippiata Thorell, 1891
- Gagrella erebea Thorell, 1889
- Gagrella figurata (Roewer, 1923)
- Gagrella flava (Roewer, 1910)
- Gagrella flavimaculata With, 1903
- Gagrella fokiensis (Roewer, 1954)
- Gagrella foveolata (Roewer, 1923)
- Gagrella franzi (Martens, 1987)
- Gagrella fulva (Roewer, 1910)
- Gagrella fuscipes (Roewer, 1910)
- Gagrella gilva Roewer, 1926
- Gagrella godavariensis (Suzuki, 1970)
- Gagrella gracilis (Roewer, 1910)
- Gagrella grandissima (Mello-Leitão, 1944)
- Gagrella granobunus (Roewer, 1954)
- Gagrella granulata (Roewer, 1954)
- Gagrella gravelyi (Roewer, 1912)
- Gagrella grisea (Roewer, 1911)
- Gagrella hainanensis (Roewer, 1911)
- Gagrella hasseltii Thorell, 1891
- Gagrella heinrichi (Roewer, 1954)
- Gagrella histrionica Thorell, 1889
- Gagrella indochinensis (Roewer, 1927)
- Gagrella infuscata (Roewer, 1911)
- Gagrella insulana (Roewer, 1954)
- Gagrella iwamasai (Suzuki, 1977)
- Gagrella javana (Roewer, 1954)
- Gagrella kanaria (Roewer, 1929)
- Gagrella kandyana Kury, 2017
- Gagrella lateritia (Roewer, 1954)
- Gagrella leopoldi Giltay, 1930
- Gagrella lepida Thorell, 1889
- Gagrella leucobunus (Roewer, 1912)
- Gagrella lindbergi Roewer, 1959
- Gagrella lineatipes Roewer, 1911
- Gagrella longipalpis Thorell, 1891
- Gagrella longipes Suzuki, 1982
- Gagrella longispina Roewer, 1914
- Gagrella luteofrontalis Roewer, 1910
- Gagrella luteomaculata Suzuki, 1982
- Gagrella luzonica Loman, 1902
- Gagrella magnifica Roewer, 1910
- Gagrella maindroni Simon, 1897
- Gagrella malabarica Roewer, 1954
- Gagrella malkini Suzuki, 1977
- Gagrella marginata Roewer, 1954
- Gagrella melanobunus Suzuki, 1977
- Gagrella mertoni Strand, 1911
- Gagrella metallica Roewer, 1929
- Gagrella mindanaoensis Suzuki, 1977
- Gagrella minuta Roewer, 1954
- Gagrella moluccana (Roewer, 1954)
- Gagrella monocanta (Herbst, 1798)
- Gagrella monticola Thorell, 1891
- Gagrella natuna Roewer, 1912
- Gagrella neocera Forster, 1949
- Gagrella nigerrima (Roewer, 1910)
- Gagrella nigrescens Roewer, 1954
- Gagrella nigripalpis Roewer, 1910
- Gagrella niponica Roewer, 1954
- Gagrella nobilis With, 1903
- Gagrella nocticolor Thorell, 1889
- Gagrella obscura Simon, 1877
- Gagrella ochracea (Roewer, 1954)
- Gagrella ochroleuca Roewer, 1954
- Gagrella opaca Roewer, 1954
- Gagrella orientalis (Roewer, 1954)
- Gagrella ornata Roewer, 1910
- Gagrella pahangia (Roewer, 1954)
- Gagrella palawanica Suzuki, 1977
- Gagrella palnica Roewer, 1929
- Gagrella parallela Roewer, 1931
- Gagrella parva Roewer, 1929
- Gagrella patalungensis Simon, 1901
- Gagrella pauper With, 1905
- Gagrella perfecta (Roewer, 1954)
- Gagrella prasina Roewer, 1911
- Gagrella promeana Roewer, 1954
- Gagrella pullata Thorell, 1891
- Gagrella punctata Roewer, 1954
- Gagrella quadrimaculata Roewer, 1954
- Gagrella quadriseriata Roewer, 1954
- Gagrella quadrivittata Simon, 1888
- Gagrella reticulata Suzuki, 1977
- Gagrella reunionis (Roewer, 1954)
- Gagrella rorida Roewer, 1954
- Gagrella rubra (Roewer, 1910)
- Gagrella rufa Roewer, 1954
- Gagrella sadona Roewer, 1954
- Gagrella sampitia Roewer, 1954
- Gagrella sarasinorum Roewer, 1914
- Gagrella satarana Roewer, 1954
- Gagrella scabra Roewer, 1912
- Gagrella scintillans Roewer, 1910
- Gagrella scutaurea Roewer, 1954
- Gagrella semangkokensis Suzuki, 1972
- Gagrella semigranosa Simon, 1901
- Gagrella sensei Kury, 2017
- Gagrella serrulata Roewer, 1910
- Gagrella sexmaculata Suzuki, 1969
- Gagrella sherriffsi Roewer, 1954
- Gagrella signata Stoliczka, 1869
- Gagrella similis (Roewer, 1911)
- Gagrella sinensis Roewer, 1954
- Gagrella speciosa Roewer, 1911
- Gagrella spinacantha (Roewer, 1936)
- Gagrella spinoculata Roewer, 1931
- Gagrella spinulosa Thorell, 1889
- Gagrella strinatii (Šilhavý, 1974)
- Gagrella subfusca Roewer, 1910
- Gagrella sulphurea Roewer, 1912
- Gagrella suluana Roewer, 1954
- Gagrella sumba Roewer, 1954
- Gagrella tenuipalpis Suzuki, 1977
- Gagrella testacea Roewer, 1954
- Gagrella thaiensis Suzuki, 1982
- Gagrella tibialis Roewer, 1931
- Gagrella tinjurae Martens, 1987
- Gagrella triangularis With, 1903
- Gagrella tricolor Roewer, 1954
- Gagrella tuberculata Roewer, 1914
- Gagrella turki Roewer, 1954
- Gagrella unispinosa With, 1903
- Gagrella victoria Roewer, 1954
- Gagrella viridalba Roewer, 1954
- Gagrella viridargentea Roewer, 1954
- Gagrella viridula (Roewer, 1929)
- Gagrella werneri Suzuki, 1977
- Gagrella yodoensis Roewer, 1954

## Publication originale
- Stoliczka, 1869 : « Contribution towards the knowledge of Indian Arachnoidea. » Journal of the Asiatic Society of Bengal, vol. 38, p. 201–251 (texte intégral).